# Mulier (geslacht)

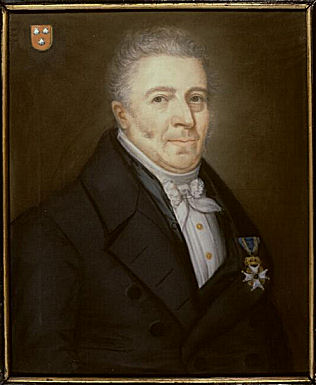
Portret van Pieter Mulier (1783-1866) door Berend Kunst

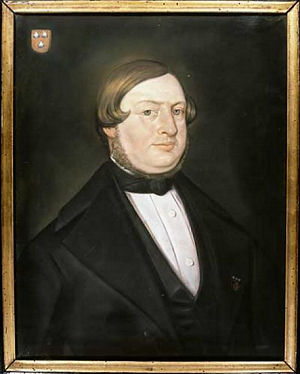
Portret van Johannes Haitsma Mulier (1811-1859)

Mulier (ook: Haitsma Mulier) is een geslacht van Franse oorsprong waarvan leden zich in de eerste helft van de 18e eeuw in Nederland vestigden en tot het patriciaat gingen behoren. De familie werd in 1917 opgenomen in het Nederland's Patriciaat, en daarna opnieuw in 1960 en 1993.

## Geschiedenis
De oudst bekende voorvader Collard Mulier woonde te Flers en werd in 1349 burger van Rijsel. Zijn nazaat Pieter Mulier (1706-1785) was suikermakelaar; hij werd in 1750 poorter van Amsterdam en woonde op de Prinsengracht. Vanaf de Bataafs-Franse tijd vestigden de Muliers hun aanzien en invloed in het lokale notabelendom van Leeuwarden. Pieter Mulier (1783-1866), kleinzoon van voorgaande Pieter, was lid van Provinciale en Gedeputeerde Staten in Friesland. Hij trouwde met Margaretha Haitsma (1790-1819), dochter van de grootgrondbezitter en burgemeester mr. J. Haitsma. Uit hun huwelijk stamt nageslacht met de naam Mulier en Haitsma Mulier, onder wie een aantal burgemeesters.
Voetbalvereniging SV Mulier, het Pim Mulierstadion en het Mulier Instituut werden vernoemd naar Pim Mulier (1865-1954), pionier op het gebied van de (georganiseerde) sport in Nederland

## Familiewapens
Wapen van de tak Mulier: In rood drie zilveren sint-jacobsschelpen. Helmteken: een zilveren sint-jacobsschelp tussen een van rood en zilver doorsneden vlucht. Dekkleden: rood, gevoerd van zilver.
Wapen van de tak Haitsma Mulier: Gevierendeeld: I en IV geddeld: A de Friese adelaar, B in blauw boven een roos van zilver, beneden een klaverblad van goud (Haitsma); II en III het wapen Mulier. Helmteken: een zilveren sint-jacobsschelp tussen een van rood en zilver doorsneden vlucht. Dekkleden: rood, gevoerd van zilver. Sommige leden van de tak voeren dit wapen sinds het derde kwart van de negentiende eeuw.

## Bekende telgen
Mr. dr. Dirk Mulier (1754-1791), advocaat Hof van Holland, Zeeland en West-Friesland
- Pieter Mulier (1783-1866), ontvanger, lid Provinciale en Gedeputeerde Staten van Friesland
  - Johannes Haitsma Mulier (1811-1859), burgemeester van Bolsward (1848-1859)
    - Eco Haitsma Mulier (1843-1920), burgemeester van Sloten (1872-1874), Utingeradeel (1874-1883) en Winterswijk (1883-1905)
      - Hesther Henriette Jacoba Haitsma Mulier (1877-1948), letterkundige, getrouwd met kunstschilder Simon Moulijn (1866-1948)
      - Johannes Eco Haitsma Mulier (1879-1938), militair, gehuwd met tennisspeelster Madzy van Lennep (1879-1959)
      - Gerard Haitsma Mulier (1887-1967), burgemeester van Sloten (1913-1919)
        - Machteld Haitsma Mulier (1922-2012), trouwde met mr. Jan Cornelis Maris, heer van Sandelingen-Ambacht (1904-1984), officier van Justitie te 's Gravenhage.[2]

      - Sijo Kornelius Haitsma Mulier (1887-1963), burgemeester van Nieuwe Pekela (1917-1923) en Neede (1923-1946)

    - Frederik Gerrit Nicolaas Haitsma Mulier (1845-1910), architect in Haarlem. Een aantal van zijn panden wordt beschermd als rijksmonument.
    - Tjepke Haitsma Mulier (1847-1921), burgemeester van De Rijp (1872-1880), Graft (1873-1880) en Lochem (1880-1914)
    - Willem Dirk Haitsma Mulier (1852-1918), burgemeester van Spaarndam (1884-1912) en Schoten (1896-1904)

  - Tjepke Mulier (1815-1883), grietman en burgemeester van Wonseradeel (1850-1867)
    - Willem Johan Herman (Pim) Mulier (1865-1954), sportman en sportbestuurder
- Mr. Gerrit Nicolaas Mulier (1791-1861), lid van de Provinciale Staten van Friesland, lid van de Tweede Kamer

## Niet verwant
De kunstschilders Pieter Mulier de Oude en Pieter Mulier de Jonge stammen uit een doopsgezinde familie die vanuit Vlaanderen naar Nederland is gevlucht.
Geslachten die opgenomen zijn in het sinds 1910 verschijnende genealogische naslagwerk Nederland's Patriciaat. Lijst volgens opgave van het CBG Centrum voor familiegeschiedenis.
A · B · C · D · E · F · G · H · I · J · K · L · M · N · O · P · Q · R · S · T · U · V · W · Y · Z